# 埃爾德海崖
埃爾德海崖（英語：Elder Bluff）是南極洲的海崖，座標70°31′S 61°44′W / 70.517°S 61.733°W，位於帕爾默地東岸，處於艾爾森半島北面，俯瞰史密斯灣，以探險隊的船長命名，現時由南極條約體系管理。